# Irma Stern
Irma Stern (ur. 1 października 1894 w Schweizer-Reneke, zm. 23 sierpnia 1966 w Kapsztadzie) – południowoafrykańska artystka.

## Życiorys
Irma Stern urodziła się Schweizer-Reneke, małym miasteczku w Transwalu. Miała niemiecko-żydowskich rodziców. Jej ojciec był internowany w obozie koncentracyjnym przez Brytyjczyków podczas wojny burskiej, ponieważ opowiedział się po stronie Burów. Z tego względu Irma i jej młodszy brat Rudi zostali zabrani przez matkę do Kapsztadu. Po wojnie rodzina wróciła do Niemiec i ciągle podróżowała. Ta podróż mogła wpłynąć na pracę Irmy.
W 1913 roku Stern studiowała sztukę w Niemczech w Akademii Weimarskiej, w 1914 w Levin-Funcke Studio, a od 1917 roku u Maxa Pechsteina, założyciela Novembergruppe. Stern była związana z niemieckimi malarzami ekspresjonistycznymi tego okresu. Jej pierwszą wystawa odbyła się w Berlinie w 1919 roku. W 1920 roku Stern wróciła z rodziną do Kapsztadu, zanim stała się uznaną artystką w latach czterdziestych XX wieku.
W 1926 roku Stern poślubiła dr. Johannesa Prinza, swojego byłego nauczyciela, który następnie został profesorem języka niemieckiego na Uniwersytecie w Kapsztadzie. Rozwiedli się w 1934 roku.
Irma Stern wiele podróżowała po Europie oraz badała Afrykę Południową, Zanzibar i Kongo. Te wyjazdy zapewniły jej szeroki wachlarz tematyczny dla jej obrazów i dały jej możliwość zdobycia i zebrania kolekcji artefaktów. Marzeniem Stern było wiele podróżować: w 1930 roku na Maderę, w 1937 i 1938 roku do Dakaru, Senegalu, Zanzibaru w 1939, Kongo w 1942, Zanzibaru w 1945, Afryki Środkowej w 1946, Madery w 1955, Kongo w 1960, Hiszpanii i Francji w 1963. Stern dużo podróżowała po Afryce Południowej, na przykład w 1926 r. do Suazi i Pondolandu, w 1933 r. do Namaqualand, w 1936 r., a w 1941 r. do Przylądka Wschodniego. W 1931 r. odwiedziła Maderę i Dakar w Senegalu w 1937 i 1938 r. Irma Stern odmówiła podróży lub wystawiania w Niemczech w latach 1933–1945. Zamiast tego podjęła kilka podróży do Afryki; dwa razy jechała na Zanzibar w 1939 i 1945 roku, a następnie zaplanowała trzy wyjazdy do Konga w latach 1942, 1946 i 1955. Wyprawy te zaowocowały bogactwem twórczości artystycznej i energii oraz wydaniem dwóch ilustrowanych czasopism; Kongo opublikowane w 1943 r. I Zanzibar w 1948 r.
Za jej życia odbyło się prawie sto wystaw indywidualnych, zarówno w Afryce Południowej, jak i w Europie: m.in. w Niemczech, Francji, Włoszech i Anglii. Mimo dobrego przyjęcia w Europie, jej prace były początkowo niedoceniane w Afryce Południowej, gdzie krytycy komentowali jej wczesne wystawy w latach 20. ubiegłego wieku recenzjami zatytułowanymi „Sztuka panny Irmy Stern - brzydota jako kult”.
Muzeum Irmy Stern powstało w 1971 roku w domu, w którym artystka mieszkała przez prawie cztery dekady. W 1927 r. Przeprowadziła się do The Firs w Rondebosch i mieszkała tam do śmierci. Kilka pokoi jest umeblowanych tak, jak je urządziła, a na piętrze znajduje się galeria handlowa, z której korzystają współcześni artyści z RPA.
W dniu 8 maja 2000 r. Jedna z jej prac została sprzedana w Sotheby's South Africa w Johannesburgu za rekord wszech czasów w wysokości 7 milionów funtów. Wkrótce jednak ten rekord został pobity i w marcu 2007 roku dzieło Stern zostało sprzedane za 6,6 miliona rupii. Gladioli Stern sprzedano za rekordowe 13,3 miliona rupii w październiku 2010 r., a nieco później w tym samym miesiącu sprzedano Bahora Girl za 26,7 miliona rupii. Obie aukcje w swym czasie były rekordami sprzedaży dzieł sztuki południowoafrykańskiej. Nowy rekord RPA został ustanowiony w marcu 2011 r., kiedy obraz Stern został sprzedany za 34 miliony rupii w Bonham's w Londynie.
11 listopada 2012 roku obraz Stern, Łodzie rybackie, został skradziony wraz z czterema innymi obrazami z muzeum w Pretorii. Powiadomienie doprowadziło południowoafrykańską policję na cmentarz w Port Elizabeth, gdzie cztery z pięciu obrazów wydobyto spod ławki.